# Colorado (Pococí)
Colorado è un distretto della Costa Rica facente parte del cantone di Pococí, nella provincia di Limón.